# Metträsket (Råneå socken, Norrbotten)
Metträsket är en sjö i Luleå kommun i Norrbotten och ingår i Vitåns huvudavrinningsområde. Sjön har en area på 0,184 kvadratkilometer och ligger 38,2 meter över havet.

## Delavrinningsområde
Metträsket ingår i det delavrinningsområde (732807-180424) som SMHI kallar för Utloppet av Vitåfjärden. Medelhöjden är 20 meter över havet och ytan är 43,79 kvadratkilometer. Räknas de 20 avrinningsområdena uppströms in blir den ackumulerade arean 506,19 kvadratkilometer. Avrinningsområdets utflöde Vitån mynnar i havet. Avrinningsområdet består mestadels av skog (57 procent). Avrinningsområdet har 9,93 kvadratkilometer vattenytor vilket ger det en sjöprocent på 22,7 procent.